# De Dorpsketting
De Dorpsketting is een Nederlandstalig weekblad met een sterk plaatselijk karakter. Het blad wordt voornamelijk verspreid in de buurtschap Stompwijk.

## Ontstaan
Het blad wordt sinds 1970 uitgegeven door de 'Stichting tot Exploitatie van de Dorpsketting'. De stichting is een non-profit orgaan dat zich tot doel stelt actuele informatie over Stompwijk en omgeving te publiceren.
Verenigingen, stichtingen en andere groeperingen uit Stompwijk en daarbuiten kunnen lid worden van de stichting. Tegen betaling van een jaarbijdrage kan dan gepubliceerd worden in het blad en worden de berichten ook in de internet versie geplaatst. 

## Inhoud
De inhoud van het blad bestaat uit interviews, huldigingen, parochieberichten, sportverslagen, wedstrijdroosters,  mededelingen van de gemeente, ingezonden berichten van particulieren, opniniërende stukken, reisverslagen, verzoeken om genealogische informatie, bibliotheekberichten, advertenties, een column, etc. Het weekblad De Dorpsketting is in eerste instantie gericht op de bewoners en oud bewoners van de buurtschap Stompwijk. Daarom is de inhoud sterk op Stompwijk gericht.

## Oplage
Het weekblad verschijnt in een oplage van 1070 exemplaren (oktober 2010). Het blad wordt door vrijwilligers in de buurtschap huis aan huis verspreid. Enkele exemplaren worden ter beschikking gesteld via bibliotheken in de gemeente Leidschendam-Voorburg. Er zijn 55 abonnees die het blad via de post ontvangen (oktober 2010).
Sinds 2000 wordt het blad ook via een eigen internetsite aangeboden, enerzijds als een reeks onderling gelinkte HTML bestanden en anderzijds in de vorm van een portable document format, of kortweg, PDF-bestand. Gemiddeld wordt de internetversie van het blad tussen de 300 en 400 keer per week geraadpleegd (februari 2008). De website zal binnen afzienbare tijd worden vervangen (december 2010) door een modernere versie en houdt daarom op te bestaan. Het nieuwe webadres voor het blad is http://www.stompwijk.nl.

## Redactie
De redactie wordt gevormd door zes leden. Zij zijn verantwoordelijk voor het verzamelen en rubriceren van de binnengekomen kopij. Ook het onderhouden van de contacten met aanleverende partijen wordt door de redactie verzorgd. Daarnaast wordt de feitelijke opmaak en druk van het blad door de redactie ter hand genomen. Een drietal niet tot de redactie behorende vrijwilligers draagt zorg voor het nieten en vouwen van het blad.